# 雙韁沼麗魚
雙韁沼麗魚，為輻鰭魚綱鱸形目隆頭魚亞目慈鯛科的其中一種，分布於非洲坦干伊喀湖流域，為特有種，體長可達9公分，棲息在岩石底質的清澈水域，屬雜食性，生活習性不明，可作為觀賞魚。